# Glaphyrosoma mexicanum
Glaphyrosoma mexicanum är en insektsart som först beskrevs av Henri Saussure 1859.  Glaphyrosoma mexicanum ingår i släktet Glaphyrosoma och familjen Anostostomatidae. Inga underarter finns listade i Catalogue of Life.